# Aşağızeytin, Osmancık
Aşağızeytin là một xã thuộc huyện Osmancık, tỉnh Çorum, Thổ Nhĩ Kỳ. Dân số thời điểm năm 2010 là 181 người.